# Lyttelton Range
Die Lyttelton Range ist eine 26 km lange, schmale und nordwestlich verlaufende Gebirgskette im ostantarktischen Viktorialand. Südlich der Dunedin Range in den Admiralitätsbergen bildet sie die westliche Begrenzung des oberen Abschnitts des Dennistoun-Gletschers.
Der United States Geological Survey kartierte sie anhand eigener Vermessungen und Luftaufnahmen der United States Navy aus den Jahren von 1960 bis 1963. Das Advisory Committee on Antarctic Names benannte sie nach der Hafenstadt Lyttelton in Neuseeland, wo im Laufe der Jahre viele Expeditionsschiffe auf dem Weg in die Antarktis ihre Vorräte auffrischten; auch wurde mit der Namensgebung die Freundlichkeit und Kooperation ihrer Bürger mit den US-amerikanischen Forscherteams gewürdigt.